# Christian Koloko
Christian Junior Koloko Kamdeu (* 20. Juni 2000 in Douala) ist ein kamerunischer Basketballspieler.

## Werdegang
Koloko spielte als Heranwachsender in Douala Fußball, mit zwölf Jahren entdeckte er den Basketballsport für sich, nachdem er innerhalb von 18 Monaten von 1,65 auf 1,89 Meter gewachsen war. 2017 nahm er ein Angebot an, an die Sierra Canyon School in den US-Bundesstaat Kalifornien zu wechseln. Aus den Angeboten mehrerer namhafter Hochschulen wählte er jenes der University of Arizona aus.
Insbesondere durch seine Verteidigung machte sich der Kameruner an der Hochschule einen Namen, er wurde in der Pacific-12 Conference als bester Verteidiger der Saison 2021/22 ausgezeichnet und stellte mit 102 geblockten gegnerischen Würfen innerhalb eines Spieljahres die Bestmarke der University of Arizona ein. Die Toronto Raptors, einzige kanadische Mannschaft der National Basketball Association (NBA), sicherten sich beim Draftverfahren der nordamerikanischen Liga im Juni 2022 die Rechte an Koloko. Im August 2022 wurde er von Toronto unter Vertrag genommen. Er stand bis Mitte Januar 2024 in Torontos Diensten, bestritt in der Saison 2023/24 wegen eines Blutgerinnsels aber kein Wettkampfspiel.
Im September 2024 erhielt Koloko einen Vertrag von den Los Angeles Lakers.